# Puchar Narodów Oceanii 2000
Rozgrywki o Puchar OFC w roku 2000 zostały rozegrane w Tahiti. Udział w turnieju zapewniony miała reprezentacja Australii oraz reprezentacja Nowej Zelandii. Awans do rozgrywek wywalczyły reprezentacje Vanuatu i Wysp Salomona (zwycięzca i srebrny medalista Melanesian Cup) oraz reprezentacje Tahiti i Wysp Cooka (zwycięzca i srebrny medalista Polynesian Cup). Turniej został rozegrany w mieście Papeete na Tahiti, w dniach od 19 do 28 czerwca.

## Wyniki

### Faza Grupowa

#### Grupa A

##### Tabela
| 1 | Australia      | 19 – 1 | 6 pkt |
| 2 | Wyspy Salomona | 5 – 7  | 3 pkt |
| 3 | Wyspy Cooka    | 1 – 22 | 0 pkt |

##### Wyniki
| 19 czerwca 2000 | Australia                 | 17:0     | Wyspy Cooka    |
|                 | Agostino 18', 68'         | (Raport) |                |
|                 | Muscat 21', 45' (k.)      |          |                |
|                 | Tiatto 24'                |          |                |
|                 | Foster 30', 42', 51', 80' |          |                |
|                 | Zdrilić 35', 65'          |          |                |
|                 | Roswell 55'               |          |                |
|                 | Popović 60'               |          |                |
|                 | corica 70'                |          |                |
|                 | Zane 82', 87', 89'        |          |                |
| 21 czerwca 2000 | Wyspy Salomona            | 5:1      | Wyspy Cooka    |
|                 | Suri 33'                  | (Raport) | Shepherd 55'   |
|                 | Menapi 47'                |          |                |
|                 | Samani 63'                |          |                |
|                 | Omokirio 74'              |          |                |
|                 | Kotto 88'                 |          |                |
| 23 czerwca 2000 | Australia                 | 6:0      | Wyspy Salomona |
|                 | Chipperfield 6'           | (Raport) |                |
|                 | Zane 13', 25'             |          |                |
|                 | Omokirio 36' (s.)         |          |                |
|                 | Muscat 39' (k.)           |          |                |
|                 | Cardozo 43'               |          |                |

#### Grupa B

##### Tabela
| 1 | Nowa Zelandia | 5 – 1 | 6 pkt |
| 2 | Vanuatu       | 4 – 5 | 3 pkt |
| 3 | Tahiti        | 2 – 5 | 0 pkt |

##### Wyniki
| 19 czerwca 2000 | Nowa Zelandia    | 2:0      | Tahiti           |
|                 | Bouckenooghe 27' | (Raport) |                  |
|                 | Jackson 78       |          |                  |
| 21 czerwca 2000 | Nowa Zelandia    | 3:1      | Vanuatu          |
|                 | Killen 47', 84'  | (Raport) | Iwai 14'         |
|                 | Perry 56'        |          |                  |
| 23 czerwca 2000 | Vanuatu          | 3:2      | Tahiti           |
|                 | Ben 49'          | (Raport) | Rousseau 2' (k.) |
|                 | Iwai 60'         |          | Amaru 87'        |
|                 | Tura 77'         |          |                  |

### Półfinały
| 25 czerwca 2000 | Australia        | 1:0      | Vanuatu        |
|                 | Muscat 5' (k.)   | (Raport) |                |
| 25 czerwca 2000 | Nowa Zelandia    | 2:0      | Wyspy Salomona |
|                 | Elliott 51', 55' | (Raport) |                |

### Mecz o 3 miejsce
| 28 czerwca 2000 | Wyspy Salomona    | 2:1      | Vanuatu  |
|                 | Menapi 53'        | (Raport) | Bibi 35' |
|                 | Omokirio 69' (k.) |          |          |

### Finał
| 28 czerwca 2000 | Australia  | 2:0      | Nowa Zelandia |
|                 | Murphy 40' | (Raport) |               |
|                 | Foster 63' |          |               |

## Strzelcy
- 5 – Craig FOSTER (Australia), Clayton ZANE (Australia)
- 4 – Kevin MUSCAT (Australia)
- 2 – Paul AGOSTINO (Australia), David ZDRILIC (Australia), Simon ELLIOTT (Nowa Zelandia), Chris KILLEN (Nowa Zelandia), Commins MENAPI (Wyspy Salomona), Gideon OMOKIRIO (Wyspy Salomona), Richard IWAI (Vanuatu)
- 1 – Pablo CARDOZO (Australia), Scott CHIPPERFIELD (Australia), Stephen CORICA (Australia), Stanley LAZARIDIS (Australia), Shaun MURPHY (Australia), Anthony POPOVIC (Australia), Danny TIATTO (Australia), Daniel SHEPHERD (Wyspy Cooka), Kris BOUCKENOOGHE (Nowa Zelandia), Chris JACKSON (Nowa Zelandia), Jonathan PERRY (Nowa Zelandia), Henry KOTTO (Wyspy Salomona), Jack SAMANI (Solomon Islands), Batram SURI (Solomon Islands), Harold AMARU (Tahiti), Jean-Loup ROUSSEAU (Tahiti), Jimmy BEN (Vanuatu), Lexa BIBI (Vanuatu), Georgina TURA (Vanuatu)
- Samobójcze – Gideon OMOKIRIO (Wyspy Salomona) przeciwko Australii